# Grantræet
Grantræet er en dansk kortfilm fra 2011, der er instrueret af Lars Ostenfeld efter manuskript af Bo hr. Hansen.

## Handling
Som kogle bliver grantræet bortført og må slå rødder og vokse sig stor langt væk fra sin familie. Det håbefulde træ har ellers store ambitioner om at vokse ind i himlen og gøre det godt. Seerne ser verden passere forbi gennem træets øjne, mens det utålmodigt venter på at vokse sig endnu højere og mere fyldigt end de omkringstående træer og ihærdigt forsøger at modstå de genvordigheder, et træ bliver udsat for i skoven. Indtil den dag i december, hvor en lille dreng forelsker sig i træet.

## Medvirkende
- Albert Rudbeck Lindhardt - Dreng
- Henrik Vestergaard - Far
- Ian Burns - Skovarbejder
- Sira Stampe - Familie
- Carl Gustaf Kehler Holst - Familie
- Agathe Stegenborg Ostenfeld - Familie
- Nikolaj Lie Kaas - Grantræets stemme